# Glossosoma idaho
Glossosoma idaho là một loài Trichoptera trong họ Glossosomatidae. Chúng phân bố ở miền Tân bắc.